# Evangelisches Krankenhaus Bethesda Mönchengladbach
Das Evangelische Krankenhaus Bethesda Mönchengladbach ist ein Krankenhaus in Mönchengladbach. Es verfügt über 350 Betten, jährlich werden ca. 25.000 Patienten versorgt.

## Geschichte
Gegründet wurde das Krankenhaus im Jahr 1855 an der Viersener Straße, 1899 wurde das neue gebaute Bethesda-Krankenhaus mit einem Hauptgebäude und einem Isolierhaus an der damaligen Ringstraße eröffnet. Die Finanzierung erfolgte fast ausschließlich aus freiwilligen Mitteln wohlhabender Gemeindemitglieder. 1899 kam es an den heutigen Standort. 1943/1944 wurde das Krankenhaus durch Fliegerangriffe zerstört. Es wurde ab 1945 wiederaufgebaut. 1968 und 1993 wurde das Krankenhaus erweitert. Seit 2014 steht es in der Trägerschaft der Johanniter GmbH. Das Haus dient außerdem als Lehrkrankenhaus der RWTH Aachen.
2024 erhielt das Krankenhaus erneut das Zertifikat „Patientinnenorientierte Endometriose-Einrichtung“ der Endometriose-Vereinigung Deutschland.